# Jules Melaerts
Jules Melaerts né à Bruxelles le 21 juin 1876 participa, comme troisième lieutenant, à l'expédition polaire de la Belgica qui réussit le premier hivernage en Antarctique (1897-1899). Il mena une carrière maritime avant de commander le port de Zeebruges.